# 阿让通圣母村
阿让通圣母村（法語：Argenton-Notre-Dame，法語發音：[aʁʒɑ̃tɔ̃ nɔtʁə dam]）是法国马耶讷省的一个市镇，位于该省南部偏东，属于贡捷堡区。2019年，阿让通圣母村与临近的3个市镇合并为新市镇比耶内莱维拉日。

## 地理
阿让通圣母村（47°46'48"N, 0°35'20"W）面积6.77 平方千米，位于法国卢瓦尔河地区大区马耶讷省，该省份为法国西北部内陆省份，北起芒什省和奧恩省，西接伊勒-维莱讷省，南至曼恩-卢瓦尔省，东临萨尔特省。
与阿让通圣母村接壤的市镇（或旧市镇、城区）包括：比耶内、沙特兰、库德赖、达翁、圣米歇尔德凡。

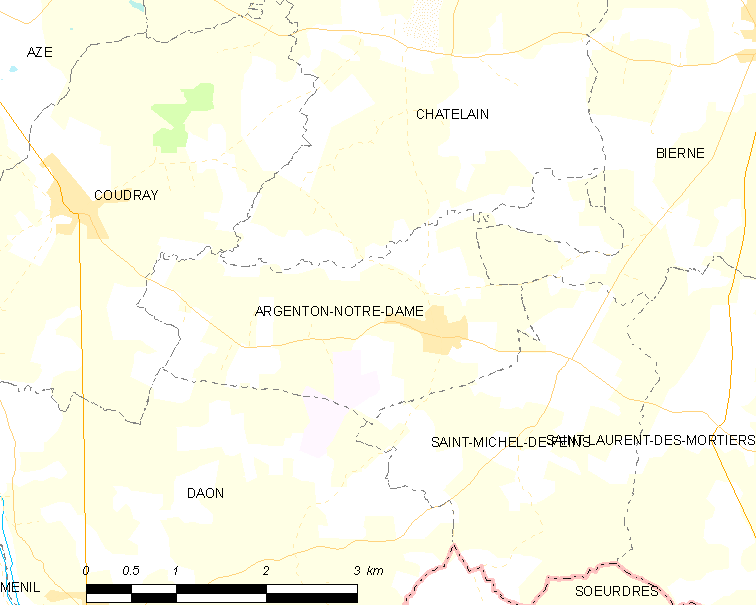
阿让通圣母村的OSM定位图

阿让通圣母村的时区为UTC+01:00、UTC+02:00（夏令时）。

## 行政
阿让通圣母村的邮政编码为53290，INSEE市镇编码为53006。

## 政治
阿让通圣母村所属的省级选区为马耶讷河畔贡捷堡第一县。

## 人口

1962-2008年间阿让通圣母村人口变化图示

阿让通圣母村于2018年1月1日时的人口数量为215人。